# 保見ケ丘
保見ケ丘（ほみがおか）は、愛知県豊田市の町名。豊田市内で通称「保見団地」と呼ばれる地域一帯に付されている。現行行政地名、地番は保見ケ丘1丁目〜保見ケ丘6丁目。住居表示は行われていない。郵便番号は全域〒470-0353、集配エリアは豊田北郵便局。

## 地理
山を挟んで北に篠原町、南及び西で東保見町、団地内にある豊田市立東保見小学校を挟んで東に乙部ヶ丘と隣接。

## 世帯数と人口

### 人口の変遷
国勢調査による人口および世帯数の推移。
| 1995年（平成7年）  | 3150世帯 9610人 |  |
| 2000年（平成12年） | 3042世帯 8648人 |  |
| 2005年（平成17年） | 3078世帯 8010人 |  |
| 2010年（平成22年） | 2816世帯 7499人 |  |
| 2015年（平成27年） | 2819世帯 6423人 |  |
| 2020年（令和2年）  | 2981世帯 6750人 |  |

## 学区
市立小・中学校に通う場合、学区は以下の通りとなる。
| 丁目・字                   | 番地             | 小学校               | 中学校             |
| -------------------------- | ---------------- | -------------------- | ------------------ |
| 保見ケ丘（下記を除く全域） |                  | 豊田市立西保見小学校 | 豊田市立保見中学校 |
| 保見ケ丘4丁目              | 県営1棟〜22棟    | 豊田市立東保見小学校 | 豊田市立保見中学校 |
| 保見ケ丘5丁目              | 公団123棟〜142棟 | 豊田市立東保見小学校 | 豊田市立保見中学校 |

地域内に小学校が2つあり、1～3丁目と4丁目の一部及び6丁目が豊田市立西保見小学校、4丁目の大部分と5丁目の全域及び隣接の乙部ヶ丘が豊田市立東保見小学校。中学校は全域、団地外にある豊田市立保見中学校(但し東保見小学校区の内、乙部ヶ丘のみ豊田市立猿投中学校)。

## 交通
- 愛知県道283号加納東保見線

## 施設
- 東保見こども園
- 豊田市立東保見小学校
- 豊田市立西保見小学校
- 保見団地
- 保見ヶ丘幼稚園

### WEB
1. ↑  “愛知県豊田市の町丁・字一覧”.   人口統計ラボ. 2024年2月26日閲覧。
2. 1 2  総務省統計局 (2022年2月10日). “令和2年国勢調査の調査結果(e-Stat) - 男女別人口，外国人人口及び世帯数－町丁・字等” (CSV). 2023年8月2日閲覧。
3. ↑  “読み仮名データの促音・拗音を小書きで表記するもの(zip形式) 愛知県” (zip).   日本郵便 (2024年2月29日). 2024年3月26日閲覧。
4. ↑  “市外局番の一覧” (PDF).   総務省 (2022年3月1日). 2022年3月22日閲覧。
5. ↑  “ナンバープレートについて”.   一般社団法人愛知県自動車会議所. 2024年1月21日閲覧。
6. ↑  豊田市では全体で住居表示は行われていない。“その他（住民票に関すること）よくある質問”.   豊田市. 2025年5月28日閲覧。
7. ↑  総務省統計局 (2014年3月28日). “平成7年国勢調査の調査結果(e-Stat) - 男女別人口及び世帯数 －町丁・字等” (CSV). 2021年7月20日閲覧。
8. ↑  総務省統計局 (2014年5月30日). “平成12年国勢調査の調査結果(e-Stat) - 男女別人口及び世帯数 －町丁・字等” (CSV). 2021年7月20日閲覧。
9. ↑  総務省統計局 (2014年6月27日). “平成17年国勢調査の調査結果(e-Stat) - 男女別人口及び世帯数 －町丁・字等” (CSV). 2021年7月21日閲覧。
10. ↑  総務省統計局 (2012年1月20日). “平成22年国勢調査の調査結果(e-Stat) - 男女別人口及び世帯数 －町丁・字等” (CSV). 2021年7月21日閲覧。
11. ↑  総務省統計局 (2017年1月27日). “平成27年国勢調査の調査結果(e-Stat) - 男女別人口及び世帯数 －町丁・字等” (CSV). 2021年7月21日閲覧。
12. ↑  “町名別小中学校区”.   豊田市. 2025年6月5日閲覧。